# 山本兼史
山本 兼史（やまもと けんじ、1996年5月21日 - ）は、奈良県出身のサッカー指導者。

## 来歴
國學院大学久我山高校卒業後、大学在学中には埼玉県を本拠地とするGRANDE FOOTBALL CLUB U-15でコーチを3年間務めた。
大学在学中に社会の教員免許を取得し、卒業後は金沢高等学校の社会科教員となる。
2021年8月にはJFLに所属するラインメール青森FCのアナリスト兼アシスタントコーチに就任。対戦相手の戦力分析を行った。
退任後の2022年2月からはカターレ富山U-18 コーチに就任。
2024年シーズンより、ファジアーノ岡山FCのアシスタントコーチに就任。

## 所属クラブ
- 2006年 - 2009年 常盤SSS
- 2009年 - 2012年 GRANDE FOOTBALL CLUB U-15
- 2012年 - 2015年 國學院大学久我山高等学校

## 指導歴
- 2015年 - 2018年 GRANDE FOOTBALL CLUB U-15 コーチ
- 2019年 - 2021年 金沢高等学校サッカー部 ヘッドコーチ
- 2021年 ラインメール青森FC アナリスト兼アシスタントコーチ
- 2022年 - 2023年 カターレ富山U-18 コーチ
- 2024年 - ファジアーノ岡山FC アシスタントコーチ